# La Huacana
La Huacana là một đô thị thuộc bang Michoacán, México. Năm 2005, dân số của đô thị này là 31774 người.